# Campionato europeo sportprototipi
Il Campionato europeo sportprototipi  è stato un campionato automobilistico per sportprototipi.

## Storia

### 1970-1975: Campionato europeo sport 2 litri
Sul finire degli Anni Sessanta, le grandi gare di durata erano monopolizzate dalle vetture del Gruppo 5 e del Gruppo 6 di grossa cilindrata che competevano per il Campionato internazionale sportprototipi, la massima serie organizzata dalla Federazione Internazionale dell'Automobile. Per i costruttori e i conduttori di quello stesso tipo di vetture, ma dotati di motori di piccola cilindrata, la stessa Federazione decise di organizzare una serie continentale denominata Campionato europeo sport 2 litri, nel quale la cilindrata massima ammessa era di 2000 centimetri cubi. Inizialmente il Campionato venne apprezzato e vi parteciparono piloti di successo e scuderie importanti, ma, in seguito, perse prestigio tanto che nel 1975 fu sospeso dopo due prove e non più organizzato negli anni seguenti.

### 1978: Campionato europeo vetture sport
Nel 1978, dopo avere soppresso il Campionato mondiale sport gruppo 6, la Federazione Internazionale dell'Automobile decise di organizzare una serie continentale denominata Campionato europeo sport. Riservato alle Sportprototipo appartenenti al Gruppo 6, le vetture partecipanti vennero suddivise in due classi di cilindrata: nella Classe 1 potevano gareggiare vetture con cilindrata da 2000 a 5000 centimetri cubi, mentre nella Classe 2 competevano le vetture con cilindrata inferiore ai 2000 centimetri cubi. Per ognuna delle due classi era previsto un titolo assoluto di pari importanza. Delle otto gare inizialmente previste, ne vennero disputate solo cinque, mentre tre furono cancellate per non aver raggiunto una minima partecipazione di vetture. Quella del 1978, rimase l'unica edizione di questo campionato.

### 1983: Campionato europeo endurance
Una terza serie continentale fu il Campionato europeo endurance, organizzato dalla Federazione Internazionale dell'Automobile nel 1983, riservato alle sportprototipo appartenenti al Gruppo C. Il Campionato prevedeva otto gare, delle quali cinque facenti parte anche del Campionato mondiale; le gare con validità iridata ebbero una buona partecipazione di vetture, mentre quelle del calendario solo europeo riscossero scarso successo, tanto che la Federazione Internazionale dell'Automobile non organizzò più il campionato per le stagioni successive.

## Albo d'oro

### Piloti
| Anno | Nome                                        | Vincitore       | Vettura         | Resoconto |
| ---- | ------------------------------------------- | --------------- | --------------- | --------- |
| 1970 | Campionato europeo sport 2 litri            | Joakim Bonnier  | Lola - Ford     | Resoconto |
| 1971 | Campionato europeo sport 2 litri            | Helmut Marko    | Lola - Ford     | Resoconto |
| 1972 | Campionato europeo sport 2 litri            | Arturo Merzario | Osella - Abarth | Resoconto |
| 1973 | Campionato europeo sport 2 litri            | Chris Craft     | Lola - Ford     | Resoconto |
| 1974 | Campionato europeo sport 2 litri            | Alan Serpaggi   | Alpine-Renault  | Resoconto |
| 1975 | Campionato europeo sport 2 litri            | Non assegnato   |                 | Resoconto |
| 1978 | Campionato europeo vetture sport - Classe 1 | Reinhold Joest  | Porsche 908     | Resoconto |
| 1978 | Campionato europeo vetture sport - Classe 2 | Gimax           | Osella - BMW    | Resoconto |
| 1983 | Campionato europeo endurance                | Bob Wollek      | Porsche 956     | Resoconto |

### Costruttori
| Anno | Nome                             | Vincitore      | Resoconto |
| ---- | -------------------------------- | -------------- | --------- |
| 1970 | Campionato europeo sport 2 litri | Chevron        | Resoconto |
| 1971 | Campionato europeo sport 2 litri | Lola           | Resoconto |
| 1972 | Campionato europeo sport 2 litri | Abarth         | Resoconto |
| 1973 | Campionato europeo sport 2 litri | Lola           | Resoconto |
| 1974 | Campionato europeo sport 2 litri | Alpine-Renault | Resoconto |
| 1975 | Campionato europeo sport 2 litri | Non assegnato  | Resoconto |